# After the Sunset
After the Sunset ist eine Gaunerkomödie aus dem Jahr 2004 und wurde von Regisseur Brett Ratner inszeniert.

## Handlung
Meisterdieb Max Burdett und seine Freundin Lola Cirillo stehlen einen seltenen Diamanten, der von FBI-Agent Stanley P. Lloyd bewacht wurde. Lloyd verliert daraufhin seinen Job, weiß jedoch, wer hinter dem dreisten Diebstahl steckt. Max und Lola ziehen nach Paradise Island auf die Bahamas.
Dort genießen sie das Leben in vollen Zügen, wobei Max nach einiger Zeit eine gewisse Langeweile verspürt.
Lloyd taucht sechs Monate später auf Paradise Island auf und erklärt Burdett, dass er ihn irgendwann schnappen werde. 
Burdett interessiert sich für den Napoleon-Diamanten, der an Bord eines Kreuzfahrtschiffes im Hafen ausgestellt wird. Lloyd verbündet sich mit der einheimischen Polizistin Sophie und plant mit ihr, Max auf frischer Tat zu erwischen. Während der Zusammenarbeit verliebt sich Lloyd in Sophie. Der einheimische Gangsterboss Henri Mooré will den Diamanten erbeuten und bittet Burdett, diesen für ihn zu stehlen. Burdett lehnt ab, sichert Mooré aber zu, für ihn einen Einbruchsplan auszuarbeiten.
Während die Beziehung zwischen Max und Lola darunter leidet, dass sie sich zur Ruhe setzen will und Max nicht, entsteht zwischen Lloyd und Max eine Art Freundschaft, da beide viel Zeit miteinander verbringen. Gleichzeitig funkt es auch zwischen Lloyd und Sophie. Als sich herausstellt, dass Lloyd gar kein Agent mehr ist, beendet Sophie wütend die Affäre. Max hat mittlerweile Mooré einen Einbruchsplan geliefert. Lloyd und Max gelingt es, die Herzen ihrer Frauen zu erweichen und man beschließt einen Nachttauchgang zu einem Schiffswrack zu unternehmen.
Während des gemeinsamen Tauchganges von Max, Lola, Sophie und Stan gelingt es dem Meisterdieb in einem spektakulären Unterfangen, sich von der Gruppe unbemerkt abzusetzen, den Edelstein zu entwenden, zu verstecken und währenddessen für ein Alibi zu sorgen. Gleichzeitig ist ein Mitglied aus Moorés Bande aufgeflogen, da Max ihm einen Einbruchsplan geliefert hatte, der zum Scheitern verurteilt war. Nachdem das Fehlen des Diamanten aufgefallen ist, nimmt Mooré Lola als Geisel. Stan und Sophie gelingt es aber, ihn zu erschießen und Lola so zu retten.
Kurze Zeit darauf eröffnet Stan Lloyd dem Meisterdieb, dass er ihn hinters Licht geführt hat, und ihm den Diamanten abgeluchst hat. Max sieht seine Niederlage ein und schafft es, seine Lola wieder zurückzugewinnen und ihr erfolgreich einen Heiratsantrag zu machen.
In der Schlussszene wird Stan, der den Diamanten gewinnbringend veräußern will, in seinem Wagen durch eine von Max gesteuerte Fernbedienung geneckt, was ihm zu Beginn des Films schon widerfahren war.

## Produktion
Der Film konnte weltweit 61.347.797 US-Dollar einspielen und so seine Produktionskosten von 59 Millionen übertreffen.

## Trivia
Zu Beginn des Films sieht man in der Basketball-Szene am Spielfeldrand Edward Norton sitzen, der mit dem Regisseur Brett Ratner in seinem letzten Film Roter Drache zusammengearbeitet hat. Gary Payton, Karl Malone, Phil Jackson, Jeff Garlin, Dyan Cannon und Shaquille O’Neal haben kurze Cameoauftritte.

## Kritiken
- Der bekannte Filmkritiker James Berardinelli bezeichnet den Film als vorhersehbar und „keine große Kunst“, hält ihn jedoch für technisch gut gemacht. Der Film liefere „100 Minuten anspruchslose Unterhaltung“.[4]
- Beim Filmkritikaggregationsdienst Rotten Tomatoes wird für After the Sunset auf Basis von 137 ausgewerteten Kritiken eine Wertung von 18 Prozent mit einer Durchschnittswertung von 4,4 von 10 berechnet.[5] Der Kritikaggregator Metacritic errechnet für den Film nach Auswertung von 32 Kritiken einen Wert von 38 Prozent.[6]

„Ein in exotischen Schauplätzen, glamourösem Luxus und einer fotogenen Besetzung schwelgender Einbrecherfilm, der sich seiner Vorbilder, darunter Hitchcocks ‚Über den Dächern von Nizza‘, zwar bewusst ist, mit diesen aber außer dem schönen Schein nichts gemein hat.“

„After the Sunset führt wenig unterhaltsam fast sämtliche Stereotypen der Meisterdiebe-Filme vor und kommt am Ende genau da wieder an, wo er am Anfang schon nicht sein wollte.“